# Escuela Secundaria Iván Yákovlev de Alikovo
La escuela Secundaria Iván Yákovlev de Alikovo es un colegio de enseñanza general de la región de Alikovsky, en la república de Chuvasia, en Rusia central.

## La escuela en el tiempo zarista
La escuela secundaria Alikovsky según los certificados documentales es abierta en 1854. En el documento, que hay en el archivo, se dice que la apertura de la escuela en el Alikovsky volost ha comenzado solamente de 1853 y que para 34 pueblos de la región, en que 3917 personas de 3983 personas de hombre y del sexo femenino, era abierta solamente una escuela es había una escuela del ministerio del bien del estado en Alikovo. De 1854 a 1872 esta escuela no tenía propio edificio, y se encontraba en el baño del sacerdote, y posteriormente — en el de iglesia el puesto de guardia. En aquel tiempo las clases regulares no era: por semana se ocupaban 2-3 días, el maestro era el sacerdote.
En 1872 la escuela del Ministerio del bien del estado era reorganizada en la escuela del Ministerio de la educación. Solamente después de esto era construido un pequeño edificio de dos pisos escolar. En la escuela había solamente cuatro locales de clase. Según los datos para el 1 de septiembre de 1888 era de todo de los estudiantes: en 1 clase 34 muchachos y 7 muchachas, en la segunda clase de 29 muchachos. En total en la escuela había 73 muchachos de 7 muchachas, de ellos de los 19 muchachos rusos 2 muchachas, y el chuvacho — 54 muchachos y 5 muchachas. 
Según los documentos del archivo, de 11 localidades del Alikovsky en 1886 la escuela era visitada por 29 muchachos y 4 muchachas, con otras palabras a 529 mujeres aprendía 1 muchacha, a 27 hombres — 1 muchacho. Fijado por el inspector de las escuelas chuvaches del distrito de Kazán de estudios en 1875 Iván Yakovlevich Yakovlev, inspeccionando las escuelas subordinadas, los ha encontrado en muy estado lamentable. En ocho escuelas del ministerio de la instrucción pública del número total de los alumnos, producidos en 1876, solamente el tercio (34 de 104) era honrado los certificados de la terminación de la escuela; los 70 alumnos, que han estudiado cuatro o cinco años eran reconocidos indigno la recepción del certificado por los escasos conocimientos. En el informe de la inquisición de 8 escuelas en 1876 I.Ya.Yakovlev escribía:
Estos que no han sabido acabar el curso de la doctrina en las escuelas son con frecuencia unos inanimado, embotado. Sus respuestas no vale la pena. En la escuela Churachiksky de tales alumnos se ha encontrado diez. El sacerdote y el maestro respondían de ellos como sobre los tontos, los idiotas que es vano esperar de ellos las respuestas sensatas. No hay duda que estos alumnos embotados — "los tontos", como a mí llamaban, el resultado de la enseñanza desgraciada. Hasta que sea los maestros debidamente preparados para la realización de las obligaciones y que conocen la lengua de los alumnos, en las escuelas chuvaches siempre repetirá este fenómeno
En el Alikovsky volost de I.Ya.Yakovlev la escuela ha descubierto en el estado muy malo: el edificio escolar era muy pequeño, la parcela de tierra a la casa - sumidero era insignificante. Por esta causa él consigue la construcción del nuevo edificio de la escuela. Sobre la caída de los campesinos del volost han recibido el permiso para la separación de la parcela de tierra en 0,5 Ha para la construcción del edificio y el mecanismo de la huerta. De los campesinos del volost se reúnen las donaciones voluntarias en la construcción del nuevo edificio escolar. Durante la construcción del edificio escolar al puesto de I. Ya. Yakovlev, que administra la escuela, ha fijado a V.N.Orlov, el organizador muy enérgico y diestro.
Un nuevo edificio de dos plantas a seis clases con la ala para la residencia de los maestros era construido en 1898 (Este edificio hasta ahora en buen estado y en ello es organizado la literariamente Alikovsky región). Siendo el inspector de distrito de las escuelas chuvaches de I.Ya.Yakovlev llegaba a menudo a la escuela Alikovsky, asistía a los exámenes finales, daba los consejos juiciosos. Los maestros viejos en los recuerdos de I. Ya. Yakovlev escriben: "Sus consejos y las instrucciones eran sabios y justos". Según los mensajes de los antiguos habitantes, en Alikovo junto con I.Ya.Yakovlev llegaba también el padre V. I. Lenin — I.N.Ulyanov.

## La escuela en el período soviético
Después de la gran Revolución de Octubre socialista la escuela Alikovsky se transformó en varios tipos de escuelas integrales: la escuela superior inicial, la escuela 2 del escalón (1918-1921), y durante los años de la colectivización, la escuela Alikovsky de ocho años se transformó en la escuela para jóvenes de granjas colectivas. 0на preparaba a la juventud para la construcción socialista en la aldea, los administradores de la escuela era I. I. Ivanov (un residente de la aldea de Urmaevo en el distrito de Alikovsky). Una gran contribución al asunto de la preparación de la juventud para la construcción socialista en la aldea la hicieron los maestros Zolotov A. I, Trofim A. Т, Kuzmin F. K, Osipova A. I, Semenova A.F. y otros.
En 1934 la Escuela de Cultura y Deportes se transformó en instituto de secundaria. Desde ese día hasta la actualidad, la escuela ha producido 76 graduaciones. Los graduados de la escuela trabajan en todas las regiones de Rusia. Cientos de graduados han sido condecorados con órdenes y medallas del país. Entre los estudiantes hay científicos, poetas, escritores y pilotos. Decenas de graduados escolares sirven como oficiales en las Fuerzas Armadas de Rusia. En 2006 y 2007, la escuela ganó los concursos republicanos y federales para instituciones de educación general que implementan programas educativos innovadores. En 2006 fue la primera en Chuvashia en utilizar el sistema Netschool, introduciendo diarios y revistas electrónicos. En 2008, la escuela Alikovskaya se convirtió en la ganadora del concurso republicano “Iniciativa Educativa” en la nominación “Gestión de una escuela moderna”. En la actualidad, la escuela secundaria Alikovskaya lleva el nombre de I. Ya. Yakovlev.

## Los maestros de la escuela
- Alekseev Yury Nikoláevich — El maestro merecido de la República Chuvasia
- Volkov Edict Konstantínovich — El maestro merecido de la República Chuvasia.
- Volkov Vladislav Konstantínovich — El finalista de la competición el Maestro del Año de Rusia (2000)
- Larionov, Nikita Larionovich — El prosista chuvache, el poeta, el maestro del deporte de la URSS por la marcha deportiva
- Lébedeva Liudmila Ivánovna — El maestro merecido de la República Chuvasia
- Mikhailov Cirill Ivánovich — El maestro merecido de la República Chuvasia
- Mikhailova Galina Nikoláevna — El maestro merecido de la República Chuvasia
- Nikandrova Dina Andréyevna — El maestro merecido de la República Chuvasia
- Sergeeva María Serguéyevna — El maestro merecido de la República Chuvasia
- Судакова Rosa Egórovna — El maestro merecido de la República Chuvasia
- Trofimov Gueorgui Gennádievich — El maestro del deporte de la URSS por la marcha deportiva
- Shumilov Valery Serafimovich — El maestro merecido de la República Chuvasia
- Shumilov Stanislav Nikoláevich — El trabajador merecido de la formación de la República Chuvasia

## Los graduados famosos de la escuela
- Komissarov, Gury Ivánovich — fundador de la ciencia del folclor científica chuvache y la crítica literaria, el autor de los trabajos por la etnología chuvache, la historia y la etnografía territorial, el escritor, el periodista, el traductor, el lingüista, el pedagogo, el filósofo, el historiador, el ilustrador.
- Nikifor Vasyanka — poeta chuvache, el escritor.
- Efeykin A. K, — profesor CGAA.
- M.E.Efimov, — coronel, piloto, era de la Unión Soviética.
- Zolotov V. A, — candidato de las ciencias es militares-de mar.
- P.T.Zolotov, — escritor, el traductor, el etnógrafo territorial.
- Markov Y. С, — docente CGPU.
- F.N.Orlov — coronel, piloto, era de la Unión Soviética.
- A.I.Platonov — Jefe de la región Alikovsky.
- G.I.Sapozhnikov — científico-biólogo.
- Trofimov T. Т, — profesor de la escuela veterinaria de Kazan.
- Trofimov O. T, — candidato de las ciencias médicas.
- Ilya Tuktash — poeta público de la Chuvasia.

## Literatura
- L. I. Efimov, «Элĕк Енĕ», Alikovo, 1994.
- «Аликовская энциклопедия», redactors: Ефимов Л. А., Ефимов Е. Л., Ананьев А. А., Терентьев Г. К., Cheboksary, 2009, ISBN 978-5-7670-1630-3.